# 日開野町 (小松島市)
日開野町（ひがいのちょう）は、徳島県小松島市の町名。郵便番号は773-0010。

## 地理
小松島市の北西部に位置する。北は徳島県道33号小松島佐那河内線を境として堀川町・神田瀬町に接し、東はJR牟岐線を境として横須町に、南は芝生川を境として芝生町に接しており、さらに西は田浦町に接続する。
元々は純農村であったが住宅が多くなり、次第に市街化が進みつつある。農業は稲作が主で施設園芸も行われ、花・イチゴなどが生産されている。また、早くから酪農が行われており、近隣において最も早くから酪農が行われた地でもある。
道路は徳島県道33号小松島佐那河内線が佐那河内村および勝浦町に通じ、国道55号（徳島南バイパス）が南西部に通じて徳島市と結び、それに並行して徳島県道136号宮倉徳島線（旧土佐街道）が南北に通じているほか、中央部を東西に徳島県道216号花園日開野線が横断している。

### 河川
- 芝生川

### 小字
| - 泉川 - 井理守 - 加々ませ - 加々ミ松 - 勝久 | - 川田 - 川村塚 - 北開 - 行地 - 崎田 | - 三反地 - 四反地 - 末次 - 宗人屋敷 - 高須 | - 堤花 - 時信 - 破閑道 - 宮免 - 弥三次 |  |

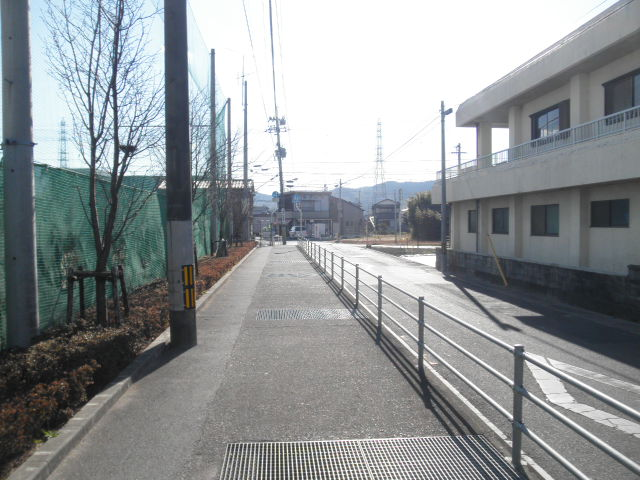
高須
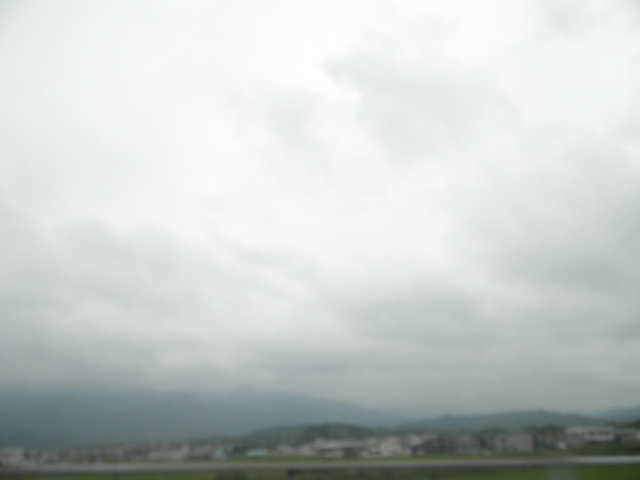
時信

## 歴史

### 日開野村
日開野村は江戸期から町村制が施行された明治22年にかけて勝浦郡に存在した村。徳島藩領。日開野村と小松島浦・芝生村・田野村の田地囲堤外の潮干潟は元禄元年以後、新田として開発され、後に金磯新田村が成立した。
江戸末期に阿波狸合戦の伝承が生まれ、明治以降漫談などで知られるようになった。
明治4年に徳島県、同年に名東県、明治9年に高知県を経て明治13年に再び徳島県に所属。

### 日開野
日開野は明治22年から昭和32年にかけて存在した大字名。はじめ小松島村、明治40年より小松島町、昭和26年からは小松島市の大字。
大正14年、現在の小松島市立南小松島小学校の前身である南小松島尋常小学校を開校。昭和19年に県立小松島農業学校と改称。昭和6年に県立小松島高等女学校を開設、昭和24年に現在の徳島県立小松島高等学校と改称した。
昭和4年に小松島信用組合が発足、昭和19年に農業会と改称、昭和24年に農業協同組合となる。

### 現在
昭和32年より現在の町名となる。昭和43年に小松島電報電話局を字井理の守に新築開設。昭和45年に一部が堀川町・神田瀬町となる。

## 世帯数と人口
2022年（令和4年）7月31日現在の世帯数と人口は以下の通りである。
| 町丁     | 世帯数    | 人口    |
| -------- | --------- | ------- |
| 日開野町 | 1,158世帯 | 2,565人 |

## 小・中学校の学区
市立小・中学校に通う場合、学区は以下の通りとなる。
| 番地 | 小学校                   | 中学校                 |
| --- | ------------------------ | ---------------------- |
| 勝久(国道55号以東)、弥三次(市道日開野11号線以東)、末次(市道日開野11号線以東)、井理守(市道日開野30号線以西)、三反地、泉川、川田、堤花、北開                         | 小松島市立小松島小学校   | 小松島市立小松島中学校 |
| 加々ませ(市道日開野11号線以東)、井理守(市道日開野30号線以東)、破閑道、高須、行地                                                                                   | 小松島市立南小松島小学校 | 小松島市立小松島中学校 |
| 加々ミ松、時信、四反地、宮免、川村塚、崎田、宗人屋敷、勝久(国道55号以西)、末次(市道日開野11号線以西)、加々ませ(市道日開野11号線以西)、弥三次(市道日開野11号線以西) | 小松島市立児安小学校     | 小松島市立小松島中学校 |

## 交通

### 道路
国道
- 国道55号（徳島南バイパス）

都道府県道
- 徳島県道33号小松島佐那河内線
- 徳島県道136号宮倉徳島線
- 徳島県道216号花園日開野線

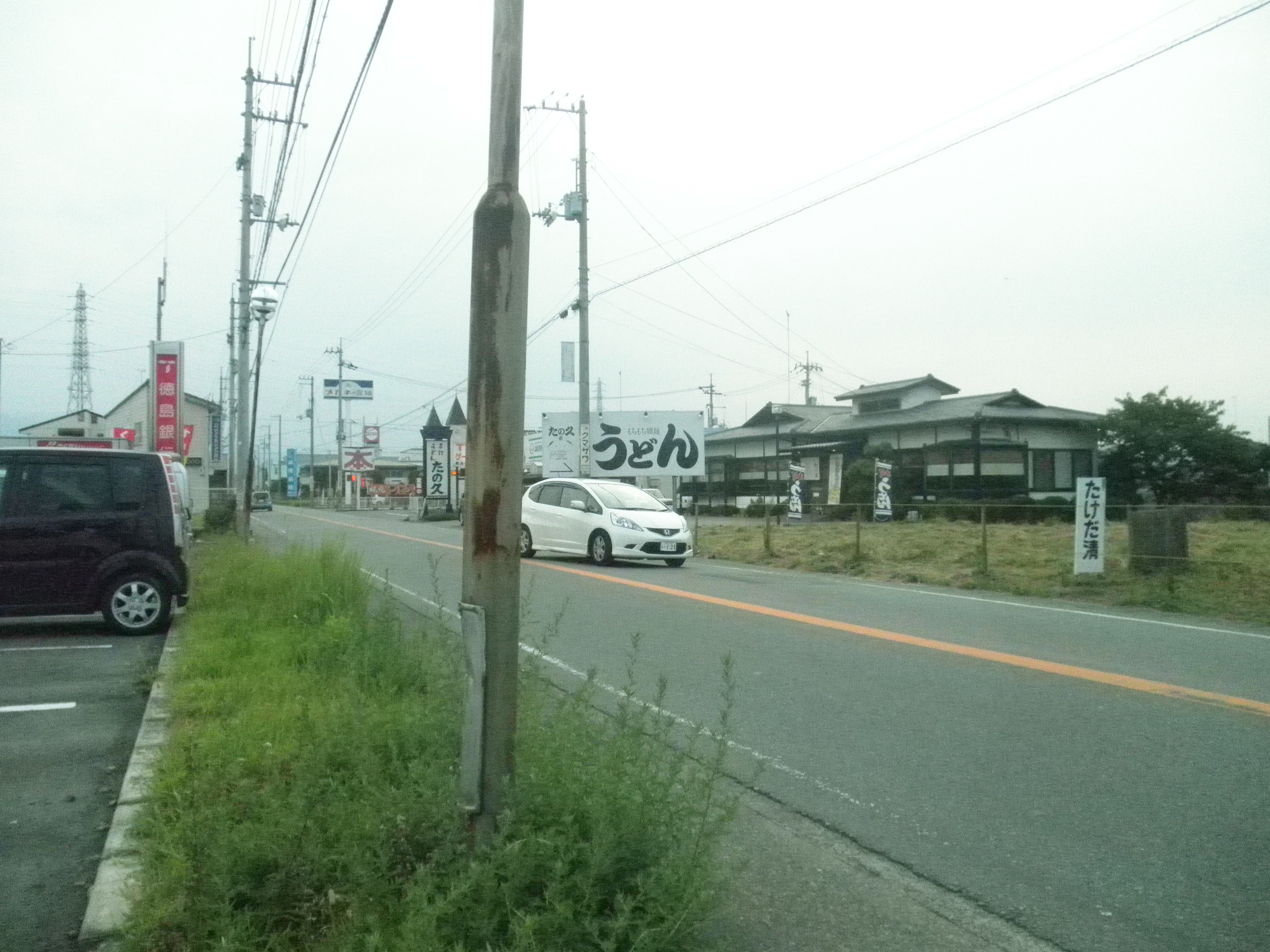
県道33号小松島佐那河内線(泉川)
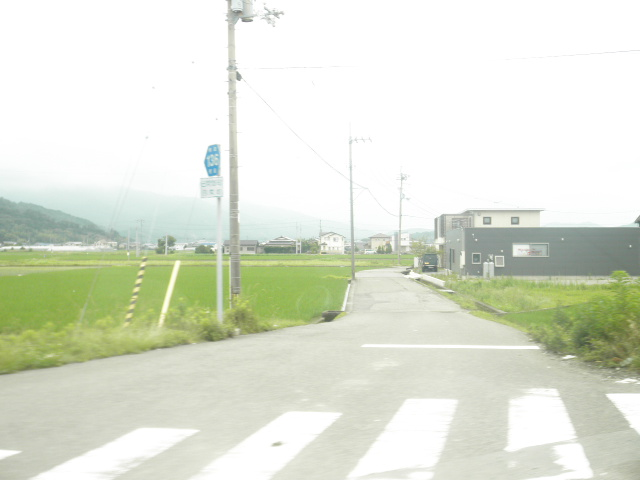
県道136号宮倉徳島線(四反池)
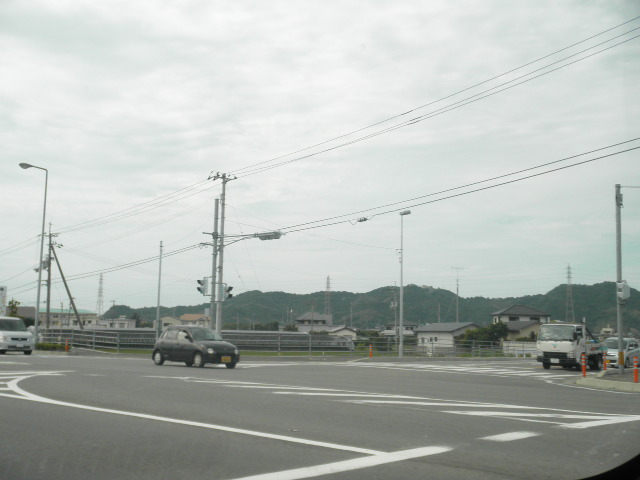
県道216号花園日開野線(加々ませ)

## 施設
- 小松島警察署

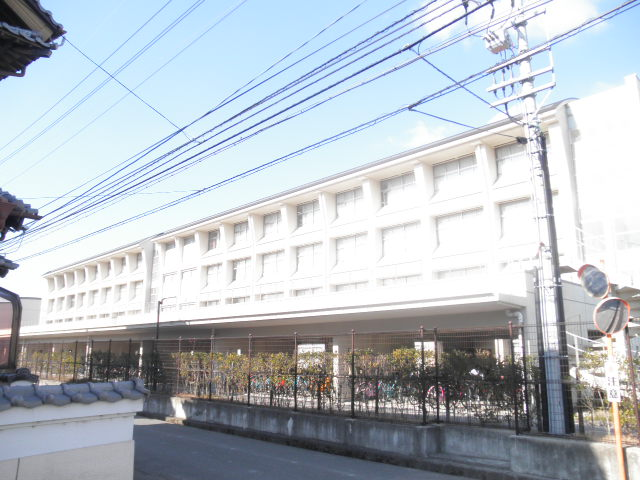
徳島県立小松島高等学校
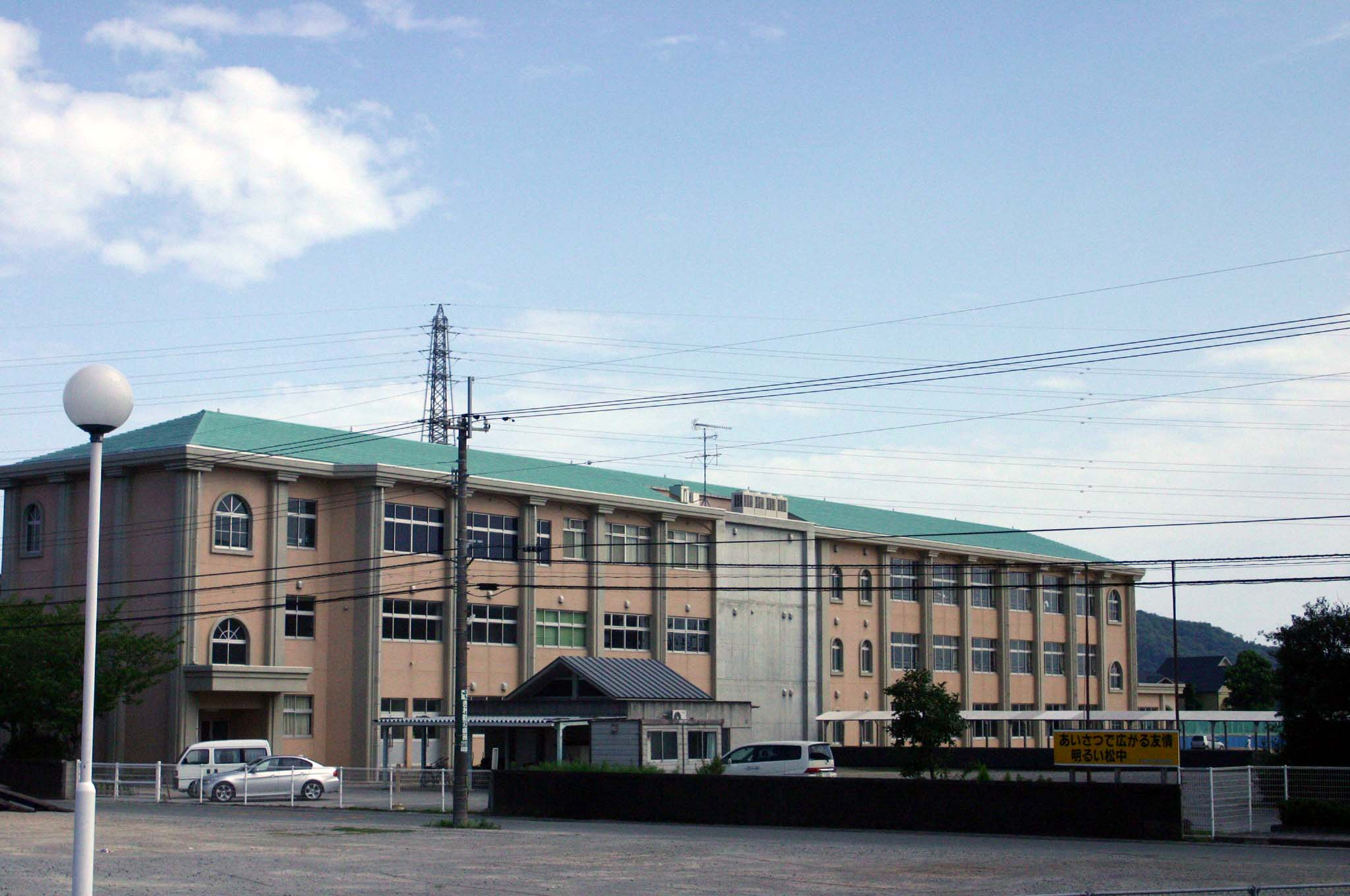
小松島市立小松島中学校
- 藤樹寺

- 徳島県立小松島高等学校
- 小松島市立小松島中学校